# ديلان هيغينز
ديلان هيغينز (5 أبريل 1991 بهراري في زيمبابوي - ) (بالإنجليزية: Dylan Higgins)‏ هو لاعب كريكت زيمبابوي.

## وصلات خارجية
- ديلان هيغينز على موقع إي آس بي آن كريك إنفو (الإنجليزية)